# سايرن: لعنة الدم
سايرن : لعنة الدم، يسمى في النسخة الأوروبية والأمريكية سايرن: بلود كروز (بالإنجليزية:Siren: Blood Curse)، ويسمى في النسخة اليابانية الخاصة (بالإنجليزية:Siren: New Translation) سايرن:الترجمة الجديدة، أنتجت شركة سوني كمبيوتر إنترتينمنت سنة 2008 وعرضت في متجر البلاي ستيشن في شهر يونيو 2008، 
الجزء الثالث تختلف عن الجزئي الأول والثاني من ناحية الحركة والنداء والهجوم على الوحش، وهي لعبة الرعب وكيفية الخلاص من القرية.

## قصة اللعبة
يتكون شخصيات اللعبة من أفراد من الولايات المتحدة والذين قرروا الزيارة السرية إلى قرية هانودا (Hanuda)، وشاهدوا بكاميراتهم التسجيل عمليات التعذيب والضرب على اليابانيين وقتلهم على يد الوحوش والذين يغطون أنفسهم بالملابس، واضطروا متفقين بالعثور على فتاة أمريكية مفقودة في القرية المهجورة بغية استعادتها وعودتها إلى زوجته السابقة، ولكن تجربة الهروب باءت بالفشل باستثناء هاورد رايت وسام مونور.

## بعض الشخصيات
- هاورد رايت Howard Wright

المراهق الأمريكي هاورد، وهو الشخصية الرئيسية للعبة والبطل الدائم، ولد في 30 يوليو 1989 م وعمره 18 عاما، قرر أن ينقذ ميكاكو الفتاة اليابانية، في القرية المهجورة، ورغم أنه نجا من المجزرة الذين فعلوا هؤلاء المسوخ لقتل الناس، حاول هاورد الاتصال بالشرطة ولكن الاتصال بات مقطوعا، إلا أنه تلقى من ضابط من الشرطة ملوث وقد تم تحويله إلى وحش غريب الأطوار، فقرر الضابط قتل البطل.
- سام مونور Sam Monroe

سام مونور كان متزوج من ميليسا غايل قبل أن يطلقا، ودخل القرية التي وجدت مهجورة منذ عام 1976 م، وسام مونور وهاورد هما شخصان ناجيان من الموت.
- ميليسا غايل Melissa Gale

هي زوجة سام مونور سابقا، وهي تبحث عن ابنتها، ولكنها مع الأسف تحولت إلى امرأة متوحشة.
- بيلا مونور Bella Monroe

هي فتاة صغيرة في السن تبحث عن والديها وأرادت أن تخرج من المكان البشع.
- سول جاكسون Sol Jackson

هو أمريكي من اصل أفريقي، يعمل كمصور تلفزيوني، وهو من حث بيلا مونور على الفرار من الوحش، ولكنه قتل وتحول إلى وحش قاتل.
- أمانا Amana

أمانا ساحرة ومدعية الألوهية، وهي سببت المشاكل لأبطال اللعبة.
- مياكو Miyako (美耶古 Miyako؟)

هي فتاة مراهقة، تعرضت للقتل على يد الساحرة أمانا.